# بونئو
بونئو (به ژاپنی: 文応 Bun'ō)؛ نام یک عصر تاریخی ژاپنی (نِنگُو) بود. این عصر بعد از شوگن (دوره) و قبل از کوچو (دوره) قرار داشت و از آوریل ۱۲۶۰ تا فوریه ۱۲۶۱ میلادی به طول انجامید. در طی این عصر امپراتور کامه‌یاما، امپراتور ژاپن بود.